# Barranc de la Font del Xato
El Barranc de la Font del Xato és un barranc del terme de Castell de Mur, a l'antic terme de Guàrdia de Tremp, al Pallars Jussà.
Es forma a l'Obac del Castell, des d'on davalla cap al nord-est, passa ran de la Font del Xato i s'aboca en el barranc d'Arguinsola en uns 450 metres de recorregut.